# 硝酸钌(III)
硝酸钌(III)是一种无机化合物，化学式为Ru(NO3)3。它可用于制备钌碳催化剂。硝酸钌负载在二氧化硅上之后，和一氧化碳反应，根据反应条件的不同，会生成Ru(CO)2(OSi)2、Ru(CO)3(OSi)2以及Ru3(CO)12。